# Бивер, Джулиан
Джу́лиан Би́вер (англ. Julian Beever; род. 12 октября 1958 года) — британский художник, который с середины 1990-х годов занимается созданием объёмных рисунков мелом на поверхности тротуаров.

## Творчество

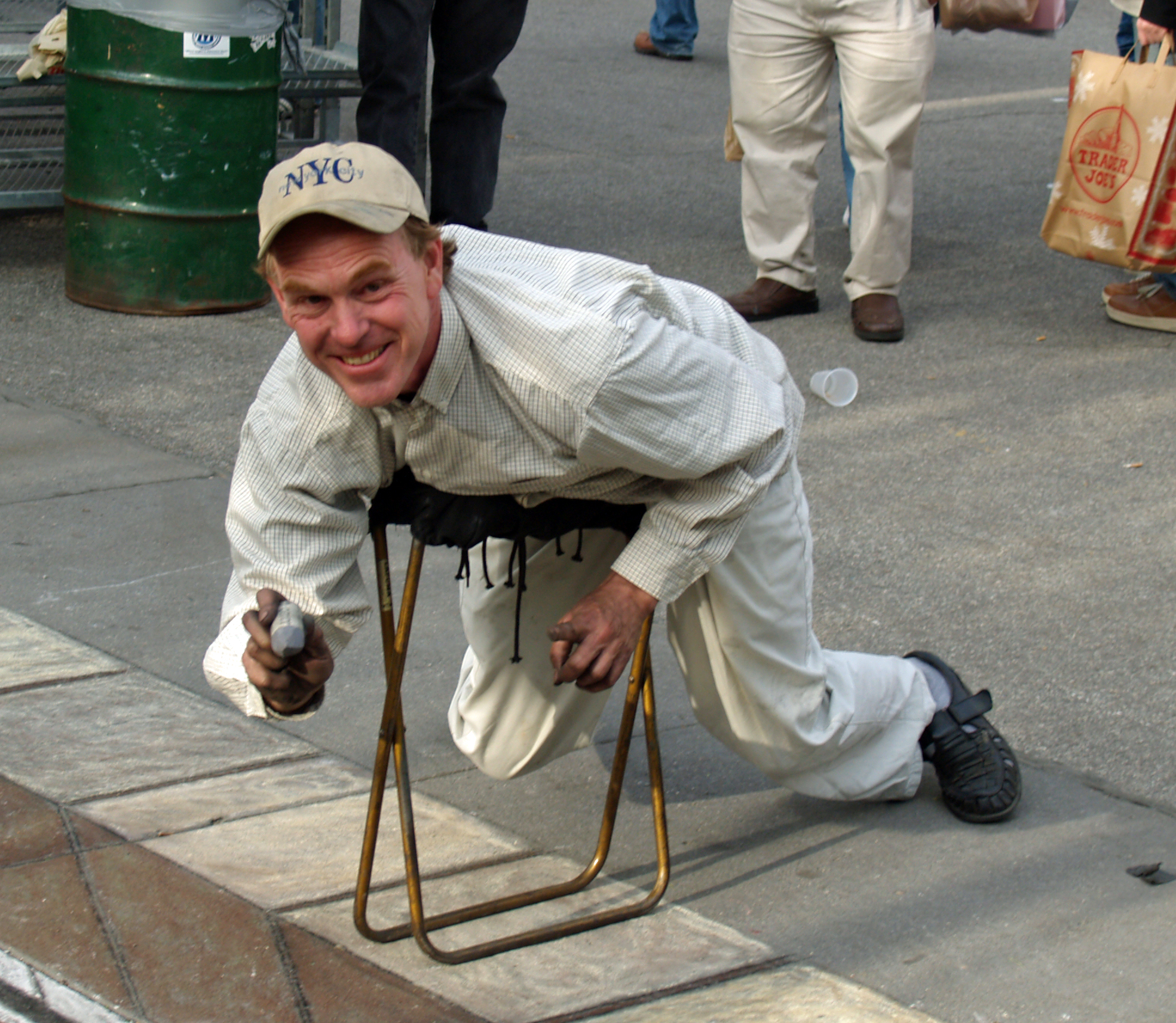
Джулиан Бивер за работой

Он использует проекцию анаморфирования, чтобы создать иллюзию трёхмерного изображения, если смотреть под правильным углом. Очень часто можно поместить человека в композицию, как будто он взаимодействует со сценой.
Бивер работает на международном уровне как свободный художник и создает фрески для компаний.
Кроме рисования на тротуарах, Бивер также рисует картины акриловыми красками и делает копии работ мастеров, создает коллажи. Среди других его работ рисунки, как правило, на музыкальную тематику.
В 2010 году Бивер выпустил книгу Pavement Chalk Artist, которая включает в себя фотографии многих его работ со всего мира.